# Renoquet
La granoteta de punts, gripauet o renoquet (Pelodytes punctatus) és una espècie d'amfibi anur de la família Pelodytidae propi d'Europa occidental, incloent-hi Catalunya.

## Característiques
El renoquet és de dimensions reduïdes; Els mascles mesuren fins a 3,5 centímetres i les femelles fins a 4,5. Està recobert de berrugues poroses de color verd viu, que acostuma a fer olor d'all. Té les potes posteriors llargues, el cap pla i les pupil·les verticals. El dors és de color variable, generalment amb taques verdes irregulars de color marró clar, gris o fons verd oliva lleuger.
L'esquena està esquitxada de berrugues allargades, sovint en fileres longitudinals ondulants que poden ser de color taronja al llarg dels flancs. Darrere dels ulls sortits i sobre el timpà té petita glàndula. No té glàndules paròtides. La part inferior és de color blanc, i al voltant de la pelvis taronja groguenc. En l'època de zel, els mascles desenvolupen inflamacions fosques a l'interior dels seus dits i extremitats, així com al pit. Les extremitats anteriors dels mascles són més fortes que les femelles.

## Ecologia
La distribució va des d'Espanya fins al nord de França, entre ells França, Espanya, Portugal i una petita part del nord-oest d'Itàlia (Piemont i Ligúria). En altitud, aquestes granotes arriben des del nivell del mar fins a les regions muntanyoses mitjanes. La distribució a França és la més contínua; aquí, només la vora oriental i parts del Sud Occident no són colonitzats. Al sud de la península Ibèrica, P. ibericus (Sánchez - Herráiz, Barbadillo - Escrivà, Machordom i Sanchiz, 2000) ha arribat a ser considerada una espècie separada en els darrers anys. La tercera espècie del gènere Pelodytes (P. caucasicus Boulenger, 1896), es diferencien especialment amb la seva distribució al Caucas i Turquia. Això pot ser un exemple d'especiació al·lopàtrica en refugis glacials.
Habiten en zones en obertes o semi-obertes, fins i tot paisatges àrids, que en general es caracteritzen per l'aparició de rodals de roure de pi i alzines. Sembla que prefereixen, a més, els sòls calcaris. Al nord de la seva distribució, el renoquet hiverna des de novembre fins a febrer / març, però no hiberna al sud. Durant el dia, els animals descansen sota pedres o en caus que caven. També poden pujar raonablement bé. Cacen insectes en la nit, i són preses de les òlibes, entre d'altres.
A França, la temporada de cria dura des de finals de febrer fins a principis d'abril; a Portugal, s'estén de novembre a març. A Andalusia, el renoquet pot fresar diverses vegades l'any. Per a la col·locació dels llocs, prefereix els estanys de males herbes i de vegades rierols. Els mascles fan un soroll ronc relativament tranquil, amb l'ajuda dels seus sacs vocals interns vinculats, sota l'aigua. Les femelles poden respondre amb una vocalització "qui, qui", similar a les del sisó i la guatlla maresa.
Durant l'aparellament, el mascle agafa la femella al voltant de la cintura amb les seves extremitats davanteres, no per sota els braços, com fan els membres del subordre Neobatrachia (vegeu amplexus). Per pondre els ous, la parella busca una branqueta vertical o canya a l'aigua, en la qual la femella s'uneix una massa d'ous només uns pocs centímetres de llarg, que conté 40 a 300 ous. Aquestes són de color gris fosc a negre a la part superior i cobert de gelatina. Els capgrossos necessiten aproximadament tres mesos fins a la metamorfosi si no intervé la hibernació. Anterior a això, poden arribar a un considerable 6,5 centímetres (9,5 cm) - més llarg que l'animal adult.